# Messerschmitt M35
Die Messerschmitt M35 war ein Sportflugzeug, das 1934 vom deutschen Flugzeugkonstrukteur Willy Messerschmitt entworfen wurde.

## Geschichte
Die M35 entstand 1933 als Flugzeug für den Kunstflug. Das erste Exemplar (D-2772) hatte im Frühjahr 1933 mit dem Werkspilot Erwin Aichele seinen Erstflug. Es gab zwei Versionen. Von der M35a wurden nur drei Stück gebaut, wobei die ersten beiden Maschinen mit einem Argus-As-8-B-Motor und die letzte mit einem Argus As 17A ausgerüstet waren. Die M35b besaß dagegen einen Siemens-Halske Sh 14A. Willi Stör und Vera von Bissing machten dieses Flugzeug durch den Gewinn zahlreicher Meisterschaften (zum Beispiel der der Deutschen Kunstflugmeisterschaft 1935 und 1936) weltweit bekannt.

## Konstruktion
Die M35 war ein einmotoriger, zweisitziger Tiefdecker in Gemischtbauweise. Die Tragflächen waren als zweiteiliger, einholmiger Holzflügel mit verdrehsteifer Sperrholznase ausgelegt, wobei auf der Oberseite Sperrholz bis zum Holm eingesetzt wurde und der Hinterflügel stoffbespannt war. Als Motor kam unter anderem ein Reihenmotor Argus As 8 B mit 150 PS bzw. ein Siemens und Halske Sh 14A-4 mit Rückenflugvergaser für den Kunstflug zum Einsatz. Das Fahrwerk mit den verkleideten Rädern und der Luftfederung stammte von der M 29. Bei Wettbewerben wurde der vordere Sitz abgedeckt.

## Technische Daten
| Kenngröße             | Daten M35a                        | Daten M35b                                 |
| --------------------- | --------------------------------- | ------------------------------------------ |
| Besatzung             | 1+1                               | 1+1                                        |
| Länge                 | 7,9 m                             | 7,7 m                                      |
| Spannweite            | 11,57 m                           | 11,57 m                                    |
| Höhe                  | 2,75 m                            | 2,75 m                                     |
| Flügelfläche          | 17 m²                             | 17 m²                                      |
| Flügelstreckung       | 7,9                               | 7,9                                        |
| Nutzlast              | 141 kg                            | 141 kg                                     |
| Leermasse             | 500 kg                            | 500 kg                                     |
| Startmasse            | 800 kg                            | 800 kg                                     |
| Höchstgeschwindigkeit | 218 km/h                          | 230 km/h                                   |
| Reisegeschwindigkeit  | 185 km/h                          | 195 km/h                                   |
| Dienstgipfelhöhe      | 5000 m                            | 5800 m                                     |
| Reichweite            | 750 km                            | 700 km                                     |
| Triebwerk             | ein Argus As 8 B; 136 PS (100 kW) | ein Siemens-Halske Sh 14A; 152 PS (112 kW) |